# Terry Stafford
Terry LaVerne Stafford, född 22 november 1941 i Hollis, Oklahoma, död 17 mars 1996 i Amarillo, Texas, amerikansk sångare. Han blev mest känd för sin version av Elvis Presleys låt "Suspicion" 1964. Den nådde tredje plats på Billboard Hot 100-listan i USA och sålde i över 1 miljon exemplar. Han följde upp den med "I'll Touch a Star" som blev en mindre hitsingel senare samma år.

## Diskografi
Album
- 1964 – Suspicion!
- 1973 – Say, Has Anybody Seen My Sweet Gypsy Rose

Singlar
- 1964 – "Suspicion" (US #3)
- 1964 – "I'll Touch a Star" (US #25, US AC #4)
- 1964 – "Follow the Rainbow" (US #101)
- 1973 – "Say, Has Anybody Seen My Sweet Gypsy Rose" (US Country #35)
- 1973 – "Amarillo by Morning" (US Country #31)
- 1974 – "Captured" (US Country #24)
- 1974 – "Stop If You Love Me" (US Country #69)
- 1979 – "It Sure Is Bad to Love Her" (US Country #94)
- 1989 – "Lonestar Lonesome" (US Country #89)